# Ranpur (Gujarat)
Ranpur és una ciutat i municipi del districte d'Ahmedabad a l'estat de Gujarat a 22° 22′ N, 71° 45′ E / 22.367°N,71.750°E a la riba nord del Bhadhar on es troba amb el riu Goma. La població actual és d'uns 20.000 habitants (1881: 5.726, 1901: 6.423). Té una fortalesa en ruïnes.
La ciutat fou fundada al començament del segle XIV per Sekaji Gohel, un cap rajput ancestre de la dinastia de Bhaunagar, amb el nom de Sejakpur. El seu fill Ranaji Gogel hi va construir un fort i la va rebatejar Ranpur. En un moment del segle XV el raja va abraçar l'islam sent l'origen de la branca familiar dels Ranpur Molesalams. Vers 1640 Azam Khan va construir la fortalesa de Shahapur, de la que queden les ruïnes. Al segle XVIII va passar al Gaikwar de Baroda i d'aquest als britànics el 1802. La municipalitat es va establir el 1889.